# Tritón (Marvel Comics)
Tritón es un personaje ficticio, un personaje inhumano que aparece en los cómics estadounidenses publicados por Marvel Comics. El pertenece a la subespecie de humanos llamados inhumanos, que nacen con habilidades sobrehumanas.
Hizo su debut en vivo en Marvel Cinematic Universe con la serie de televisión de 2017 Inhumans, interpretado por Mike Moh.

## Historial de publicación
Apareció por primera vez en Fantastic Four #45 (diciembre 1965), y fue creado por Stan Lee y Jack Kirby.

## Biografía del personaje ficticio
Tritón es miembro de la Familia Real de Inhumanos, hijo de Mander, un sacerdote, y Azur, una bióloga oceánica, es el hermano de Karnak, y primo de Gorgon, Rayo Negro, Maximus, Medusa y Crystal. Tritón nació en la isla de Attilan y fue expuesto a la Niebla Terrigena cuando era un bebé. Las nieblas alteraron su cuerpo, volviendo verde su piel y dándole la capacidad de respirar bajo el agua, así como sobrevivir a las temperaturas frías y las presiones increíbles de las profundidades. Un efecto secundario desafortunado fue la pérdida de la capacidad de sobrevivir en un entorno no acuático. Como resultado, vivió en un área específicamente diseñada de los Inhumanos.ciudad-estado de Attilan, que requiere un aparato de respiración especial para salir del agua. El aparato, engorroso al principio, finalmente fue reducido en tamaño por su compañero Inhumano, Maximus el Loco. La mutación de Tritón después de Terrigenesis fue tan grave que sus padres no permitieron que su hermano Karnak pasara por eso.
Tritón más tarde se encontró con los Cuatro Fantásticos. Durante un encuentro accidental, le dice a sus compañeros Inhumanos que reconoce a Hulk de los archivos de micro-películas de Reed Richard. Tritón adquiere un sistema de soporte vital artificial que le permitió existir fuera del agua. Luego, primero abandonó el Gran Refugio con los otros miembros de la Familia Real, actuando como un explorador para ellos. Fue liberado de la barrera de la "zona negativa", junto con el resto de los Inhumanos. Luego ayudó a los Cuatro Fantásticos en la batalla contra Blastaar.
Tritón luego se encontró con Namor y luego luchó contra el Leviatán del Hombre Planta. Ayudó a la Familia Real Inhumana a derrotar el intento de Maximus de derrocar el Gran Refugio. Luego, él solo capturó a Maximus, y luchó contra el Mandarín junto a la familia real. Viajó a Nueva York para advertir a los Vengadores de la participación de los Inhumanos en la Guerra Kree-Skrull.
Tritón más tarde luchó contra Blastaar y los Kree Kaproids. Viajó a la ciudad de Nueva York con la familia real en busca de ayuda para el terremoto que amenazaba a Attilan, y luchó contra Shatterstar. Fue encarcelado por Maximus, y luego ayudó a la Familia Real en la derrota de Maximus y sus malvados Inhumanos. Dejó la Tierra con la Familia Real Inhumana para evitar la subyugación de los Inhumanos por parte de Kree, y luchó contra varios alienígenas. Él luchó contra los agentes Kree, y regresó a la Tierra y luchó contra el agente Kree, el Perseguidor. Luchó contra Hulk junto a la Familia Real.
Tritón participó en el éxodo inhumano cuando Attilan fue reubicado en la Luna de la Tierra. Luchó con los Vengadores bajo el control mental de Maximus. Acompañó a Medusa a la Tierra cuando ella huyó de Attilan para evitar el aborto obligatorio por orden del Consejo Genético. Tritón luchó contra la vida acuática mutada causada por desechos tóxicos.
Triton mantiene una amistad con Namor el Sub-Marinero y ocasionalmente ha participado en historias con otros personajes que viven en el océano de Marvel. Tuvo papeles fundamentales en las principales historias de crossover, como la Guerra Kree-Skrull, y Atlantis Ataca.
Tritón ha expresado su descontento con Pantera Negra y Tormenta cuando visitan la ubicación lunar actual de Attilan. Él revela que varias cámaras subterráneas se han inundado para su beneficio, pero simplemente no es lo mismo.
Durante la historia de Secret Invasion, la familia real Inhumana forja una alianza con los Kree para recuperar a Rayo Negro de las garras de los Skrulls. Juntos, descubren una debilidad en la defensa de Skrull y se separan para recuperar los recursos para explotarla. Triton es enviado al planeta Pelagia, donde hay agua, donde se encuentra con una raza de seres semejantes a los tritones que se parecen mucho a él en apariencia. Desarrolla sentimientos por la nativa Dascylla. Aunque superado en número por los pelagianos hostiles, Tritón logra superarlos y encontrar lo que buscaba. El arnés de respiración de Triton es luego actualizado por el Kree, lo que le permite operar en el vacío del espacio, lo que le permite atacar físicamente a la nave de los Skrull durante el rescate.
Durante la Segunda Guerra Civil, el Tritón se vuelve descontento con la indiferencia de Medusa ante la agresión de Stark contra el Nuevo Attilan. Él recluta la ayuda de Maximus para provocar a Stark contra Medusa para obligarla a atacar. Maximus convence a Lash para que ataque a una de las fábricas de Starks, pero contiene civiles. El Capitán Marvel y los Vengadores atacan a Medusa, pero durante ese tiempo Stark ataca a New Attilan. Para sorpresa de Triton, Maximus reduce las defensas de Atilan permitiendo que Stark ingrese. Medusa se rinde, pero Triton se entrega porque fue su idea de liberar a Maximus. S.H.I.E.L.D. lo lleva a la prisión del Triskelion.
Durante el IVX, Maximus liberó a Triton del Triskelion con la promesa de encontrar una manera de recrear los Cristales de Terrigen. Triton, Lineage y el Unspoken viajan alrededor del mundo reuniendo ingredientes. En última instancia, Maximus en su lugar crea un robot gigante con una espada terrigen para matar a los X-Men, pero el Unspoken atacó y absorbió la espada terrigen. Triton juró matar a Maximus si no seguía con el plan, pero no porque Maximus es el único que conoce la fórmula.
Karnak y Lockjaw van a buscar a Triton, pero Maximus lo controla y lo hace atacar a su hermano, por lo que Karnak lo incapacita. Se le permite volver a la familia real.
En las páginas de La Muerte de los Inhumanos, los Kree asesinaron a miles de Inhumanos que no se unieron a ellos, lo que provocó que Rayo Negro solicitara una reunión con las cuatro Reinas de las tribus Inhumanas para responder a esta amenaza. Cuando Tritón intentó buscar alguna respuesta a lo que había ocurrido, descubrió que lo dejaron vivo porque lo habían dejado conectado con un explosivo que se activó cuando Tritón lo tocó. Aunque la mayoría de los miembros de la Familia Real Inhumana salieron con vida gracias a Lockjaw, Tritón no tuvo tanta suerte y murió en la explosión. Más tarde se reveló que Triton se encuentra en una especie de tanque de estasis junto a Naja, Sterilon y otros Inhumanos sin nombre ya que ellos están siendo experimentados por los Kree.Más tarde, Rayo Negro se ve obligado a matar a Tritón, entre otros, para detener a los Kree.

## Poderes y habilidades
Tritón es un miembro de la raza de Inhumanos, artificialmente mutada por la Niebla Terrígena, dándole piel escamosa verde, una pequeña aleta dorsal que va desde la base del cráneo hasta la frente, aletas membranosas que se extienden desde sus sienes, y correas entre sus dedos en los pies y en las manos. Tritón es capaz de respirar en el agua, para nadar a gran velocidad, y para soportar las presiones de las profundidades del mar. Él no puede naturalmente respirar el aire y necesita contacto con el agua casi constante para sobrevivir, y no puede existir fuera del agua, sin ayudas artificiales. Su resistencia a la presión en aguas profundas también le da fuerza sobrehumana y velocidad bajo el agua. Él tiene la capacidad de sobrevivir bajo el agua por tiempo indefinido, y la capacidad de soportar la presión y temperatura de las profundidades del océano.
Tritón ha experimentado un entrenamiento básico de la milicia real de los Inhumanos. Cuando está en la tierra, Tritón utiliza un sistema de circulación de agua que consiste en longitudes de tubos de plástico que corren a lo largo de su torso y extremidades manteniendo una niebla constante de agua y proporcionando un suministro de agua fresca para sus agallas.

## Otras versiones

### Amalgam Comics
Triserinak - una combinación de Serifan de DC y Tritón y Karnak de Marvel - es un miembro del grupo de superhéroes Un-People en el universo de Amalgam Comics.

### Earth X
En el futuro alterno de Earth X Tritón ha sufrido un cambio, haciéndose más parecido a un pescado. Él ayuda a la familia real en una investigación de lo que ha ocurrido a la Tierra.

### Heroes Reborn
Tritón y sus aliados Inhumanos veneran a Galactus y sus heraldos en este universo alternativo.
Más tarde, en Heroes Reborn #3, Tritón es visto como uno de los muchos héroes a bordo de la bien equipada y reductiva nave espacial perteneciente al Doctor Muerte. Él, junto con muchos otros héroes e Inhumanos debe regresar al universo Marvel principal, o todos aquellos dentro del alternativo estará en peligro. A pesar de la lujuria de poder de Muerte poniendo en peligro la misión, todos los que tienen que regresar a salvo lo hacen.

### Marvel Zombies
Tritón aparece como parte de la Resistencia de S.H.I.E.L.D. que Nick Furia establece con el fin de combatir la infección. Tritón aparece más adelante, infectado, atacando a Cíclope durante la batalla final entre los infectados y los no infectados. Más tarde, viaja con los Inhumanos zombis para comer clones humanos que están bajo el control del Kingpin. Un Tritón zombi más hace una excursión al mundo Marvel Apes, junto con los seres superpoderosos infectados. Matan a una persona (Marvel Chimp). El cuerpo de Tritón queda muy dañado y todos los zombis son enviados de vuelta a su reino por los héroes locales. Sin embargo, su brazo es dejado atrás y se usa como un localizador de dimensiones por el ahora infectado "Iron Mandrill" en un esfuerzo continuo para volver a abrir y potencialmente dominar el universo zombi.

### Versión Ultimate
Una versión ultimate de Tritón apareció, junto con los otros Inhumanos, en Ultimate Fantastic Four Annual #1. Los Inhumanos primero se encuentran con los Cuatro Fantásticos por el problema de Cristal, que ha huido de su casa.

## Otros medios

### Televisión
- Tritón ha aparecido en la serie de TV de los 1990s Los Cuatro Fantásticos dos partes de "Inhumans Saga", con la voz de Rocky Carroll y más tarde de Mark Hamill.[39]En esta serie, solo podía estar agua para sobrevivir. En "The Sentry Sinister", cuando el Gran Refugio quedó atrapado, una de las pocas cosas buenas que hizo Maximus fue crear un arnés especial que le permitía a Tritón respirar aire. Finalmente, Black Bolt usó su voz para romper la barrera y Triton y los Inhumanos se fueron a un nuevo hogar.

- Tritón aparece en la serie de Hulk and the Agents of S.M.A.S.H. de la primera temporada (2013), episodio 22, "Naturaleza Inhumana", con la voz de James Arnold Taylor.[39][40] Triton aparece con Lockjaw en la playa, al llevarse a Crystal de regreso a Attilan, luego de que A-Bomb también los persigue. Luego en un enfrentamiento con los Agentes de S.M.A.S.H., descubre que Maximus ha estado planeando en secreto, al crear un arma devastadora para destruir a la humanidad. En esta nueva serie, no necesita estar en contacto con el agua para sobrevivir y en realidad ha pasado la mayor parte del episodio sin agua.

- Tritón aparece en la serie de Ultimate Spider-Man, nuevamente con la voz de James Arnold Taylor.[39]En esta versión, Tritón se refiere específicamente a Karnak como su primo en lugar de su hermano:
  - En la tercera temporada, los episodios de " El Agente Venom" y "La Nueva Araña de Hierro", aparece solo en una imagen junto a Gravedad, Echo y Speedball que fueron vistos en la pantalla de S.H.I.E.L.D., lo que indica una posibilidad para que se una. En el episodio 20, "Inhumanidad", es reclutado por S.H.I.E.L.D., como un estudiante de intercambio en Attilan de ayudar a Spider-Man de detener a Molten Man en la línea de costa. Tritón es la impresión porque es un buen luchador en Attilan, que no necesita que le den la espalda. Al regresar al Triskelion (que es donde se encuentra la Academia S.H.I.E.L.D.), Triton se revela en desconfiar de los otros estudiantes. Sin embargo, Tritón es llevado a la custodia de S.H.I.E.L.D. por Nick Fury cuando Attilan está por encima de Nueva York y que Medusa les declara la guerra. Al ser el único que cree que no es un espía, Spider-Man convence a Nick Fury para darles a los dos tiempo para resolver este asunto pacíficamente. Se revela que su tío, Maximus el Loco había tomado el control de la familia real y el verdadero autor intelectual del ataque. Sin embargo, Spider-Man y Tritón son capaces de detenerlo. A modo de disculpa por parte de Nick Fury, Tritón se hizo parte embajador de Attilan como S.H.I.E.L.D.
  - En la cuarta temporada, episodio 2, "El ataque de HYDRA, parte 2", cuando es capturado por HYDRA con sus compañeros antes de ser liberado por Spider-Man y la Araña Escarlata. En el episodio 5, "Lagartos", fue infectado por el Dr. Connors siendo de nuevo el Lagarto, teniendo también efecto en los Inhumanos, hasta que Spider-Man puso la cura en la ventilación, curándolo. En el episodio 9, "Fuerzas de la Naturaleza", aparece junto a Chica Ardilla, Capa y Daga, pidiéndole a Spider-Man unos consejos. En el episodio 12, "La Agente Web", Tritón acompaña a Spider-Man a la ciudad abandonada de los Inhumanos, Atarog para rescatar a Nick Fury, donde se encuentran con Madame Web y descubrir un complot de Calavera y los agentes de HYDRA con él a utilizar Nick Fury como moneda de cambio para obtener a Madame web. Después de que Calavera fue frustrado y Nick Fury toma a Madame Web a una nueva ubicación, Spider-Man y Tritón son confrontados por la familia real de Inhumanos. Cuando Spider-Man se disculpa en nombre de Tritón por invadir a Atarog al explicar sus razones para ello, Medusa interpreta a Black Bolt, indicando que ellos están aquí para darles un viaje de regreso al Triskelion. En la final de dos partes de "Día de Graduación", Triton se une a sus compañeros héroes para ayudar a Spider-Man a proteger a la Tía May y derrotar a los miembros de los Seis Siniestros, Kraven el Cazador y el Buitre, aunque forma parte de la trampa, el Doctor Octopus se dispuso a capturar a todos los héroes en un escudo que se contraía. Después de ser liberado, Triton se graduó de la Academia S.H.I.E.L.D. junto a sus amigos.

- Aparece en la primera temporada de Guardians of the Galaxy, episodio 12, "La Plaga Terrígena".[39]Está entre los inhumanos que sufrieron una plaga de Terrigen que les hizo crecer cristales en su cuerpo. Triton se vio al final del episodio cuando Medusa agradeció a los Guardianes de la Galaxia por su ayuda en nombre de Black Bolt.

- Aparece de cameo en la tercera temporada de Avengers: Ultron Revolution, episodio 10, "La Condición Inhumana".[39]Él es uno de los Inhumanos que son capturados por Ultron. Tritón es posteriormente liberado por los Vengadores.

- Tritón aparece en la serie de acción en vivo Inhumans, de la ABC, a estrenarse en septiembre de 2017, interpretado por el actor Mike Moh.[41]Tritón aparece al comienzo del episodio "Behold ... The Inhumans", donde intenta sin éxito rescatar a una niña Inhumana llamada Jane de las fuerzas militares que la están cazando en Hawái y trabajando en secreto para Maximus.[42]El regresa vivo y bien en "Havoc in the Hidden Land", donde se revela que fingió su lesión como parte del plan de Black Bolt para atraer a Maximus. Después de la muerte de Gorgon y la aprehensión de los Inhumanos reclutados por Maximus, Tritón llega a la playa en el área donde se reunirá con Black Bolt después de pasar desapercibido. Luego, él regresa a Attilan, donde él y la Familia Real Inhumana planean recuperar el trono de Maximus. Después de derrotar a algunos miembros de la Guardia Real Inhumana que están del lado de Maximus, Tritón tiene la tarea de capturar a Maximus y lo lleva de regreso a Black Bolt después de derrotarlo en combate, donde Maximus revela el mecanismo de seguridad de Attilan que él causó.[43]Ayuda a su familia a evacuar a los ciudadanos de Attilan mientras buscan un nuevo hogar en la Tierra.[44]

### Videojuegos
- Tritón aparece como un personaje no jugable en el videojuego Marvel: Ultimate Alliance, con la voz de Tom Kane. Gorgón menciona que Tritón le acompañará y Crystal en la lucha contra el Doctor Muerte mientras los héroes fueron al planeta Skrull.
- Triton aparece como un personaje jugable en Lego Marvel Super Heroes 2.[45]